# Olly Murs

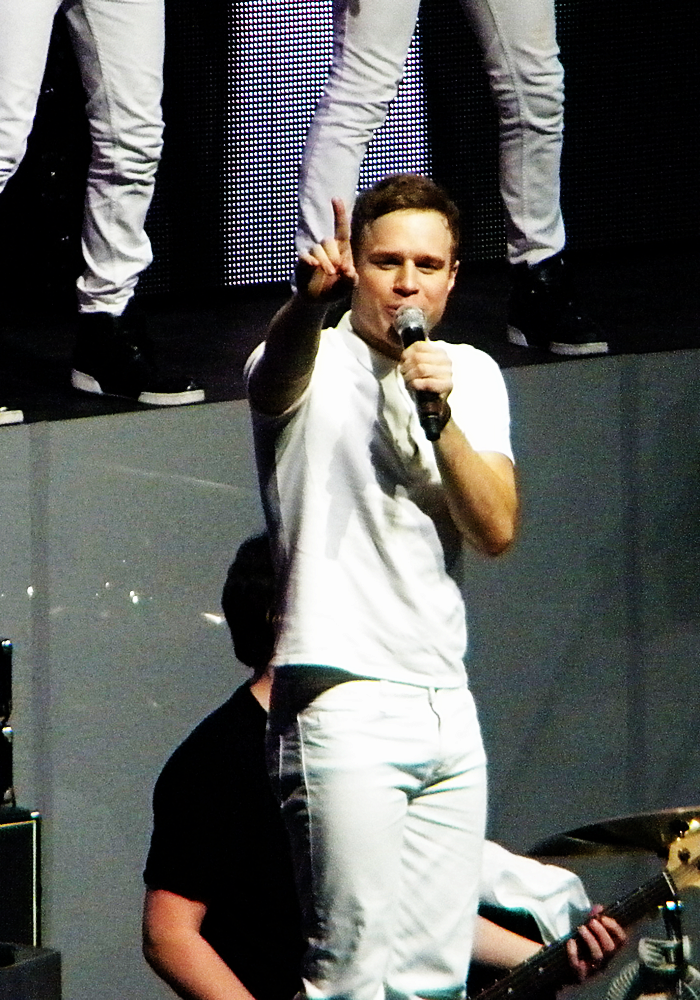
Olly Murs

Oliver Stanley „Olly“ Murs (* 14. května 1984 Witham, Essex, Spojené království) je anglický zpěvák, textař a televizní moderátor. Proslavil se v šesté sérií britské televizní soutěže The X Factor, ve které skončil na druhém místě. V současné době má podepsanou smlouvu s vydavatelstvími Epic Records, Columbia Records a Syco Music.
Murs vydal svůj první debutový singl s názvem „Please Don't Let Me Go“ koncem srpna 2010. Písnička se umístila na prvním místě v žebříčku Velké Británie. Jeho druhý singl z debutového alba „Thinking Of Me“ se umístil na čtvrtém místě a získal stříbrnou certifikaci. „Heart Skips a Beat“ byl druhý singl, který se umístil na prvním místě v žebříčku. Jeho první singl z alba In Case You Didn't Know „Dance with Me Tonight“ se také umístil na prvním místě.
V listopadu 2010 vydal své debutové album nazvané Olly Murs, které se v žebříčku umístilo na druhém místě a za první týden se ho prodalo přes 108 000 kopií. V listopadu 2011 vydal své druhé album In Case You Didn't Know, to se umístilo na místě prvním.
V březnu 2011 bylo oznámeno, že se Olly vrátí do X Factoru jako moderátor spin-offu show The Xtra Factor. Jeho autobiografie Happy Days byla vydána v říjnu 2012. V listopadu 2012 vydal své třetí album Right Place Right Time a první zveřejněným singlem byl „Troublemaker“, který se umístil na prvním místě a stal se tak jeho čtvrtým singlem na první příčce žebříčku.

## Životopis
Olly se narodil Vicki-Lynn a Peterovi Mursovi. Olly má své dvojče, bratra Bena Murse (Olly je z nich ten starší) a sestru, Fay Murs která je lotyšského původu. Navštěvoval Howbridge Junior school ve Withamu a poté Notleyskou Střední školu v Braintree, Essex, kde byl útočníkem ve fotbalovém týmu.
Je fanouškem Manchester United a hrál za Witham Town. Své fotbalové kariéry se vzdal po zranění.
Předtím než se přihlásil do X Factoru, pracoval jako personální konzultant ve Withamu a vystupoval s kapelou v malém městečku Blaggers s kamarádem Johnem Goodey. Také se v roce 2007 objevil v anglické reality show Deal or No Deal, ve které vyhrál pouhých 10 liber.
V roce 2008 odcestoval do Austrálie, vydal se tam sám podél východního pobřeží po dobu tří měsíců. Po návratu se rozhodl, že i přes minulý neúspěch se do X Factoru přihlásí znovu.

## Hudební kariéra

### 2009–2010 The X Factor
V roce 2009 se zúčastnil konkurzů do šesté série soutěže The X Factor. Na konkurzu před hvězdnou porotou zpíval písničku "Superstition" od Stevieho Wondera. Na soustředění zpíval písničku „Your Song" od Eltona Johna. V první live show zpíval „She's the One“ a ve druhé „A Fool In Love“. Ve třetím kole zpíval „Bewitched", Louis Walsch ho nominoval na „černého koně" soutěže. Ve čtvrtém týdnu obdržel opět pozitivní komentáře po vystoupení s písní „Come Together".V páté live show zpíval písničku „Twist and Shout" a v šesté „Don't Stop Me Now". V sedmém kole zpíval „Fastlove" a umístil se na posledních dvou místech společně s Johnem & Edwardem. Po rozhodnutí poroty domů odešli John a Edward. V dalším kole zpíval písničky „Can You Feel It" a „We Can Work It Out". Při vyhlašování výsledků se dozvěděl, že postupuje do finálové trojice. 12. prosince při finálovém kole znovu zazpíval písničku ze svého konkurzu „Superstition" a poté duet s Robbiem Williamsem „Angels" a znovu písničku „Fool in Love" z druhého kola. Kvalifikoval se do finálové dvojice a zpíval písničku „Twist and Shout". Ve finálovém vystoupení vystoupil se svojí vítěznou písničkou „The Climb". Ve finále skončil na druhém místě, titul mu přebral Joe McElderry.
15. prosince bylo oznámeno, že Simon Cowell plánuje nabídnout Ollymu nahrávací smlouvu. Po boku Joeho McElderryho, Johna & Edwarda, Stacey Solomon a Lucie Jones vystupoval na X Factor koncertní tour.

### 2010–2011 Úspěchy aOlly Murse
Olly podepsal smlouvu s Epic Records a Syco Music v únoru roku 2010. První singl „Please Don't Let Me Go" byl zveřejněn 27. srpna 2010. 5. září 2010 porazil v hudebním žebříčku Velké Británie Katy Perry a její song „Teenage Dream" a stal se číslem jedna. Jeho debutové album nazvané Olly Murs vyšlo v listopadu roku 2010. Album se umístilo na druhém místě v žebříčku. Druhý singl „Thinking of Me" byl vydán 19. listopadu 2010. Další singl „Heart on My Sleeve" se umístil v březnu roku 2011 na 20. místě a singl „Busy" se v červnu 2011 umístil na 45. místě.

### 2011:In Case You Didn't Know
V červnu 2011 se začalo proslýchat, že Olly pracuje na novém albu. V červenci 2011 potvrdil, že hlavní singl z alba se bude jmenovat „Heart Skips a Beat" a že se na songu bude také podílet rapperské duo Rizzle Kicks. Písnička měla premiéru 7. července 2011. Později se stala číslem jedna v žebříčku ve Velké Británii, Německu a Švýcarsku.
V září 2011 oznámil prostřednictvím svého twitter účtu, že album se bude jmenovat In Case You Didn't Know. 21. listopadu 2011 vydal singl „Dance with me Tonight" a opět se umístil na prvním místě žebříčku. V nejlepší desítce se umístil v Německu, Švýcarsku a Polsku. 2. dubna zveřejnil singl „Oh My Goodness", který se umístil na 13. místě.

### 2012–2013Right Place Right Time
V dubnu 2012 se potvrdilo, že Olly pracuje na třetí desce, která byla vydaná 26. listopadu 2012. 18. listopadu vydal první singl „Troublemaker", na kterém se podílel rapper Flo Rida. Ten samý den také oznámil název svého třetího alba Right Place Right Time. 10. března vydal druhý singl „Army Of Two" a 3. června 2013 třetí singl „Dear Darlin". 25. srpna byl vydán čtvrtý singl „Right Place Right Time".
Olly byl předskokanem One Direction při jejich tour po Severní Americe, která začala 29. května v Torontu. Písnička „Heart Skips a Beat" byla vydána jako jeho první americký singl skrz společnost Columbia Records 29. května 2012. V písničce nahradil americký raper Chiddy Bang Rizzle Kicks. V září 2012 se umístil na 96. místě v Billboard Hot 100 žebříčku.

### 2014 –Never Been Better
V únoru 2014 oznámil, že pracuje na čtvrtém albu. Na albu pracuje s Waynem Hectorem, Claude Kelly, Stevem Robsonem a Demi Lovato. 28. září oznámil, že jeho album se bude jmenovat Never Been Better. Album bylo vydáno 24. listopadu a umístilo se na první příčce žebříčku ve Velké Británii. Jeho první singl „Wrapped Up" byl zveřejněn 16. listopadu 2014 a debutoval na třetím místě.

## Diskografie
- Olly Murs (2010)
- In Case You Didn't Know (2011)
- Right Place Right Time (2012)
- Never Been Better (2014)
- 24 Hrs (2016)
- You Know I Know (2018)
- Marry Me (2022)